# The Mamas & the Papas
The Mamas & the Papas (originariamente The Mama's & the Papa's) fu un gruppo musicale folk rock statunitense attivo dal 1965 al 1968, e nel 1971.
Uno dei più grandi successi del gruppo è stato California Dreamin'. 
I The Mamas & the Papas, con gli abiti stravaganti, l'aria da eterni vagabondi e le canzoni di matrice folk, furono tra i protagonisti del movimento hippy di quegli anni.
Nel 1998 la band è stata inserita nella Rock and Roll Hall of Fame per il contributo dato all'industria musicale.

## Storia

### L'origine del gruppo e il successo con California Dreamin' (1965)
Il gruppo venne fondato nel settembre 1965 da John Phillips e sua moglie Michelle Gilliam, al quale poi si unirono Denny Doherty e Cass Elliot appartenenti ad un altro gruppo folk americano, i Mugwumps. Il gruppo ottenne un contratto con l'etichetta Dunhill di Lou Adler e cominciò a esibirsi dal vivo. Il 18 dicembre 1965 venne pubblicato il singolo di maggiore successo, California Dreamin', che fu poi incluso nel loro album di debutto If You Can Believe Your Eyes and Ears, pubblicato nel febbraio 1966. La canzone ebbe un grande successo anche al di fuori degli Stati Uniti.
Con il brano Monday, Monday , sempre appartenente al suddetto album, il gruppo raggiunse per la prima volta il primo posto nella classifica statunitense Billboard Hot 100 per tre settimane e in quella canadese per altre due, la seconda posizione in Germania, Austria e Olanda e la quinta in Norvegia oltre il Grammy Award for Best Pop Performance by a Duo or Group with Vocals nel 1967.

### L'allontanamento di Michelle, il suo ritorno e lo scoglimento (1966-1968)
Nel 1965 John scoprì che la moglie Michelle aveva intrattenuto una relazione amorosa con l'altro componente maschile della band, Denny Doherty. Tale episodio fu perdonato dal marito e John, rappacificatosi sia con Michelle che con Denny, decise di scrivere una canzone riguardo all'episodio, dal titolo "I Saw Her Again", che riscosse un buon successo. 
L'anno successivo però Michelle intrattenne un'altra relazione, questa volta con Gene Clark dei The Byrds, scoperta dal marito durante l'incisione del secondo album della band, The Mamas & the Papas (nel quale fu inserita la già citata canzone "I Saw Her Again"). Questa volta John, in quanto leader del gruppo, decise di espellere la moglie dalla band con una lettera recapitatale nel giugno del 1966. Michelle Phillips fu presto sostituita, su indirizzo di Lou Adler, dalla cantante californiana Jill Gibson, che incise col gruppo alcune canzoni dell'album. Sulla copertina dell'album, dove appaiono i membri del gruppo affacciati a una finestra, la figura di Michelle Phillips, ritratta in posizione seduta, fu pertanto sostituita da quella di Jill Gibson ritratta nella medesima posizione. 
Ben presto però ci si rese conto, a detta poi dello stesso John, che Jill non possedeva lo stesso carisma di Michelle sul palco, per cui egli stesso decise di reintegrare la moglie nella band nell'agosto del 1966, ponendo fine alla breve esperienza nel gruppo di "Mama Jill".
Nel 1967, all'apice della popolarità, cominciò il declino del gruppo, in parte dovuto alle liti coniugali tra John e Michelle e al desiderio dei membri, soprattutto di Mama Cass, di intraprendere carriere da solista, comunque nel marzo 1967 venne pubblicato il loro terzo album Deliver. Il gruppo si sciolse nel 1968 dopo la pubblicazione del loro album The Papas & the Mamas, uscito in ottobre, che non ottenne il successo delgi album precedenti.

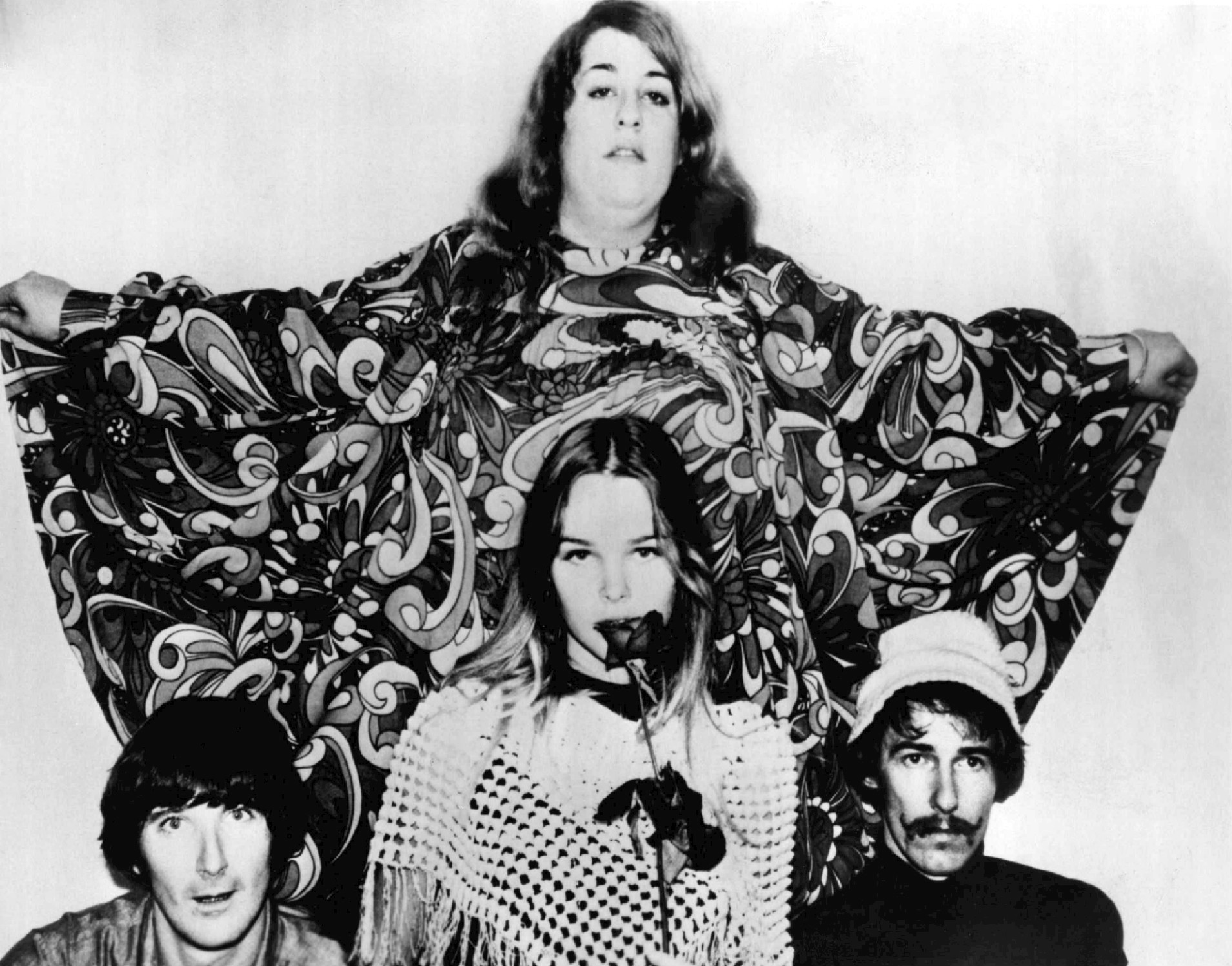
I Mamas and Papas nel 1967

### La pubblicazione di People Like Us (1971) e iThe New Mamas & The Papas.
Nel 1971 venne pubblicato l'album People Like Us, che venne realizzato in quanto gli ex membri del gruppo, separatisi tre anni, si trovavano ancora sotto contratto con la Dunhill Records e rischiavano delle multe qualora non avessero pubblicato un ulteriore album. L'album tuttavia raggiunse solo l'84ª posizione nella classifica USA. Le canzoni al suo interno erano state composte da John Phillips durante gli anni, con la partecipazione saltuaria dei suoi ex compagni del gruppo.
Il 29 luglio 1974 morì per un infarto Cass Elliot, all'età di 33 anni.
A partire dal 1982 John Phillips ebbe il desiderio di riformare la band, formando i The New Mamas & The Papas, in quanto soltanto lui e Denny Doherty, ossia i "Papas", erano parte della formazione, mentre la controparte femminile non vedeva né "Mama" Cass, deceduta anni prima, né Michelle. Tra i membri del nuovo gruppo figuravano l'attrice Mackenzie Phillips, figlia di John e Michelle e, successivamente, il vocalist Scott McKenzie, arrivato nel 1987 quando Danny abbandonò il progetto. Il gruppo, con diverse formazioni, durò circa fino al 2000.
Nel 1986 John e Michelle apparvero nel videoclip della cover di California Dreamin' dei Beach Boys. 

### La reunion del 1998 per laRock and Roll Hall of Fameed eventi successivi
Il 13 gennaio 1998 il gruppo si riunisce temporaneamente con John, Denny e Michelle, in quanto sono stati inseriti nella Rock and Roll Hall of Fame per il contributo dato all'industria musicale. Per l'occasione si esibiscono con il loro più grande successo California Dreamin', accettando successivamente il premio
Il 18 marzo 2001 muore John Phillips all'età di 65 anni, a causa di un infarto. Il 19 gennaio 2007 muore anche Denny Doherty.

## Formazione
- John Phillips (1965-1968, 1971, 1998), morto il 18 marzo 2001.
- Denny Doherty (1965-1968, 1971, 1998), morto il 19 gennaio 2007
- Michelle Phillips (1965-1966, 1966-1968, 1971, 1998)
- "Mama" Cass Elliot (1965-1968, 1971), morta il 29 luglio 1974
- Jill Gibson (giugno-settembre 1966)

## Discografia

### Album

#### Album in studio
- 1966 - If You Can Believe Your Eyes and Ears
- 1966 - The Mamas & the Papas
- 1967 - Deliver
- 1968 - The Papas & the Mamas
- 1971 - People Like Us

#### Album dal vivo
- 1989 - Live in 1982

#### Raccolte
- 16 of Their Greatest Hits (1970)
- Monterey International Pop Festival (1971)
- Hits of Gold (1981)
- The Mamas & The Papas Greatest Hits (1989)
- Creeque Alley: The History of The Mamas & The Papas (1991)
- California Dreamin' (1994)
- All the Leaves Are Brown: The Golden Era Collection (1994)
- Very Best Of (1996)
- The Mamas and The Papas - The Ultimate Collection (1997)
- Mamas & Papas - Greatest Hits (1998)
- 20th Century Masters: The Best Of The Mamas & The Papas (Millennium Collection) (1999)
- Universal Masters Collection: Classic (1999)
- The Singles+ (2001)
- Best of the Mamas & the Papas (2002)
- Deliver / The Mamas and the Papas (2003)
- The Mamas & the Papas Gold (2005)
- Complete Anthology (2005)
- California Dreamin': The Best of the Mamas & the Papas (2006)
- Colour Collection (2007)

### Singoli
- 1965 - Go Where You Wanna Go/Somebody Groovy
- 1965 - California Dreamin'/Somebody Groovy
- 1966 - Monday, Monday/Got A Feelin'
- 1966 - I Saw Her Again/Even If I Could
- 1966 - Look Through My Window/Once Was a Time I Thought
- 1966 - Words of Love/Dancing in the Street
- 1967 - Dedicated to the One I Love/Free Advice
- 1967 - Creeque Alley/Did You Ever Want to Cry
- 1967 - Twelve Thirty (Young Girls Are Coming to the Canyon)/Straight Shooter
- 1967 - Glad to Be Unhappy/Hey Girl
- 1967 - Dancing Bear/John's Music Box
- 1968 - Safe in My Garden/Too Late
- 1968 - Dream a Little Dream of Me/Midnight Voyage (come "Mama Cass with The Mamas and The Papas")
- 1968 - For the Love of Ivy/Strange Young Girls
- 1968 - Do You Wanna Dance/My Girl
- 1972 - Step Out/Shooting Star

### EP
- 1966 - Cass, John, Michelle, Dennie
- 1966 - If You Can Believe Your Eyes And Ears
- 1968 - The Papas and The Mamas
- 1971 - People Like Us

## Cover in italiano
- 1966 - Sognando la California è la versione in italiano di California Dreamin’, con parole di Mogol e interpretata dai Dik Dik.
- 1966 - Il mondo è con noi è la versione in italiano di I Saw Her Again Last Night, con parole di Mogol e interpretata dai Dik Dik.